# Phaeocalicium boreale
Phaeocalicium boreale är en lavart som beskrevs av Tibell. Phaeocalicium boreale ingår i släktet Phaeocalicium och familjen Mycocaliciaceae.  Arten är reproducerande i Sverige. Inga underarter finns listade i Catalogue of Life.